# San Nicola la Strada
San Nicola la Strada és un municipi italià, situat a la regió de Campània i a la província de Caserta. L'any 2002 tenia 20.502 habitants.